# البابا الفخري

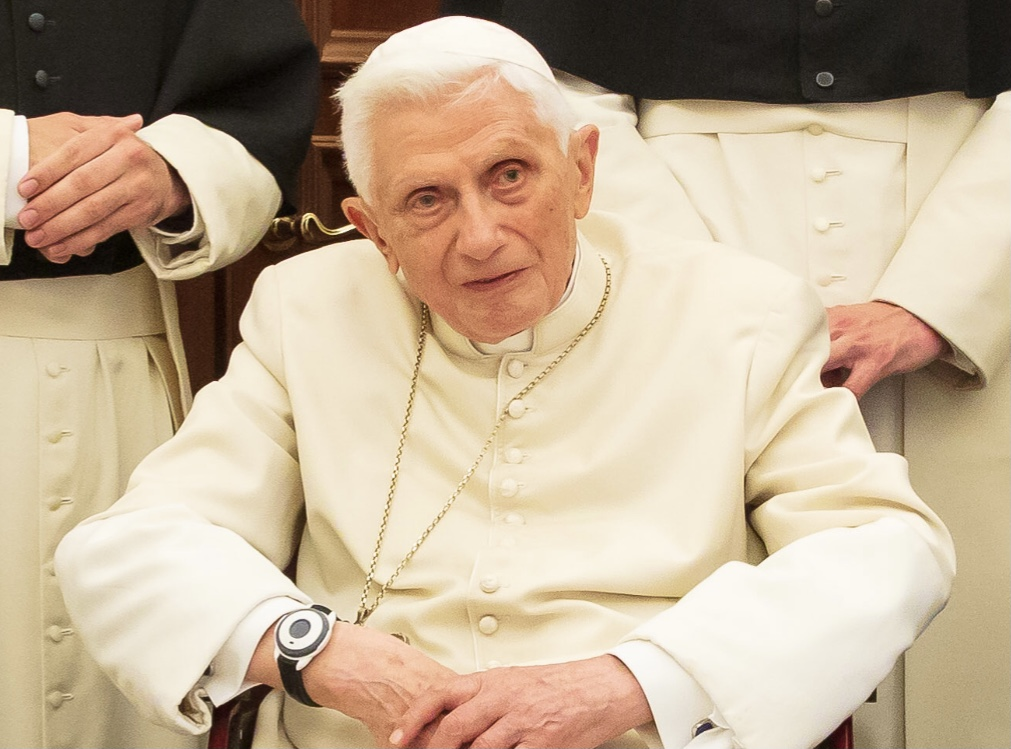
بندكتوس السادس عشر، البابا الفخري من فبراير 2013 حتى ديسمبر 2022

البابا المتقاعد أو الفخري أو الحبر الفخري  هو اللقب الذي حمله بندكتس السادس عشر ، بابا الكنيسة الكاثوليكية ، منذ استقالته من منصب الحبر الروماني ، في 28 فبراير 2013 حتى وفاته في 31 ديسمبر 2022. لم يذكر لقب "البابا المتقاعد أو البابا الفخري" في أي تشريع لدى الكنيسة الكاثوليكية. كان بندكت السادس عشر هو البابا الوحيد الذي نال هذا اللقب بعد تنازله عن لقب الباباوية السيادي.